# Асланиди, Георгий Георгиевич
Георгий Георгиевич Асланиди (11 августа 1984, Орджоникидзе) — российский футболист, выступавший на позиции полузащитника. Сыграл 12 матчей и забил 1 гол в премьер-лиге России.

## Биография
Воспитанник владикавказского футбола. В 2001—2002 выступал за дубль «Алании», сыграл 38 матчей (3 гола) в первенстве дублёров и несколько матчей в соревнованиях ЛФЛ.
В 2003 году перешёл в «Ростов». Дебютный матч за команду сыграл 2 апреля 2003 года в Кубке премьер-лиги против новороссийского «Черноморца», выйдя на замену на 77-й минуте вместо Романа Адамова. В первом сезоне сыграл также два матча в Кубке России. В премьер-лиге дебютировал 3 июля 2004 года в матче против «Зенита». 10 июля 2004 года на 91-й минуте игры с московским «Динамо» (2:0) забил свой единственный гол на высшем уровне. Всего до конца сезона принял участие в 12 матчах премьер-лиги, из них только один матч отыграл полностью. В 2005 году оставался в составе «Ростова», но за первую команду не выступал.
В 2006 году присоединился к ростовскому СКА, с которым вышел из второго дивизиона в первый. В 2008 году играл в первом дивизионе за иркутскую «Звезду». В дальнейшем выступал за несколько команд второго дивизиона, представлявших южные регионы России. В 2016 году с командой «Ростсельмаш» стал участником финального турнира первенства России среди команд третьего дивизиона.